# Buxus cephalantha
Buxus cephalantha är en buxbomsväxtart som beskrevs av H. Lév. och Eugène Vaniot. Buxus cephalantha ingår i släktet buxbomar, och familjen buxbomsväxter. Utöver nominatformen finns också underarten B. c. shantouensis.